# RIZIN FIGHTING WORLD GRAND-PRIX 2015 さいたま3DAYS
RIZIN FIGHTING WORLD GRAND-PRIX 2015 さいたま3DAYS（ライジン・ファイティング・ワールド・グランプリ2015 さいたまスリーデイズ）は、日本の総合格闘技団体「RIZIN」の大会の一つ。
2015年12月29日から12月31日にかけて、埼玉県さいたま市のさいたまスーパーアリーナで開催された。

## 大会概要
「RIZIN」の旗揚げ興行となり、エメリヤーエンコ・ヒョードル、桜庭和志の他、「RIZIN FIGHTING WORLD GRAND-PRIX 2015 ヘビー級トーナメント」にキング・モーや元大相撲力士・把瑠都凱斗ことバルトが参戦。ヒクソン・グレイシーの次男・クロン・グレイシーとレスリング元世界チャンピオン山本美憂の長男・山本アーセンが対戦し、RIZINオフィシャルの総合格闘技ルールの試合に加え、K-1及びシュートボクシングの試合も組まれた。
12月29日の「SARABAの宴」・31日の「IZAの舞」の両大会がフジテレビジョン系列で全国中継（29日：21:00-23:13、31日：19:00-23:45）された。フジテレビ系列で大晦日に格闘技中継が行われたのは2005年の『PRIDE男祭り』以来10年ぶりとなった。
大会としては12月29日・31日の2日間開催となったが、なか日の30日にはアマチュア向けのトーナメントとして「RIZIN FF アマチュアチャレンジ」「RIZIN FF オープングラップリングトーナメント」が開催された。

## 対戦カード

### SARABAの宴（29日）
第1試合 MMAルール  無差別級ワンマッチ 1R10分/2･3R5分
○  高阪剛 vs.  ジェームス・トンプソン ×
2R 1:58 TKO（スタンドパンチ連打）
第2試合 MMAルール ヘビー級ワンマッチ 1R10分/2･3R5分
×  カルロス・トヨタ vs.  キリル・シデリニコフ ○
1R 2:23 TKO（左フック→パウンド）
第3試合 MMAルール キャッチウェイト59.0kg契約ワンマッチ 1R10分/2･3R5分
－  元谷友貴 vs.  フェリペ・エフライン －
1R 5:46 ノーコンテスト（体重超過）
第4試合 K-1ルール 65.0kg契約ワンマッチ 3分3R
○  HIROYA vs.  西浦"ウィッキー"聡生 ×
3R 1:20 KO（右フック）
第5試合 MIXルール 70.0kg契約ワンマッチ 3分2R
×  宮田和幸 vs.  日菜太 ○
1R 2:14 TKO（3ダウン）
第6試合 MMAルール 84.0kg契約ワンマッチ 1R10分/2･3R5分
×  A.J.マシューズ vs.  アナトリー・トコフ ○
1R 0:55 KO（左ストレート）
第7試合 MMAルール 62.0kg契約ワンマッチ 1R10分/2･3R5分
○  所英男 vs.  才賀紀左衛門 ×
1R 5:16 アームバー
第8試合 MMAルール 65.0kg契約ワンマッチ 1R10分/2･3R5分
○  高谷裕之 vs.  DJ.taiki ×
3R終了 判定3-0
第9試合 ヘビー級トーナメント リザーブファイト 1R10分/2R5分
×  内田雄大 vs.  ワレンティン・モルダフスキー ○
※モルダフスキーがリザーブ権獲得
1R 2:20 リアネイキッドチョーク
第10試合 ヘビー級トーナメント 1回戦 1R10分/2R5分
○  キング・モー(ベラトール代表) vs.  ブレット・マクダーミット(BAMMA代表) ×
1R 9:10 TKO（スタンドパンチ連打）
※モーがトーナメント準決勝進出
第11試合 ヘビー級トーナメント 1回戦 1R10分/2R5分
○  テオドラス・オークストリス(リトアニアブシドー代表) vs.  ブルーノ・カッペローザ(ジャングルファイト代表) ×
1R 3:32 TKO（右フック）
※オークストリスがトーナメント準決勝進出
第12試合 ヘビー級トーナメント 1回戦 1R10分/2R5分
×  ゴラン・レリッジ(KSW代表) vs.  ワジム・ネムコフ(ヒョードル推薦選手) ○
1R 2:58 TKO（パウンド）
※ネムコフがトーナメント準決勝進出
第13試合 ヘビー級トーナメント 1回戦 1R10分/2R5分
×  石井慧(日本代表) vs.  イリー・プロハースカ(GCF代表) ○
1R 1:36 KO（グラウンドの膝蹴り）
※プロハースカがトーナメント準決勝進出
第14試合 MMAルール 78.0kg契約ワンマッチ 1R10分/2･3R5分
×  桜庭和志 vs.  青木真也 ○
1R 5:56 TKO（タオル投入）

### IZAの舞（31日）
第1試合 女子MMAルール 51.0kg契約ワンマッチ 5分3R
○  RENA vs.  イリアーナ・ヴァレンティーノ ×
2R 3:31 アームバー
第2試合 ヘビー級トーナメント 準決勝 1R10分/2R5分
○  キング・モー vs.  テオドラス・オークストリス ×
2R終了 判定5-0
※モーがトーナメント決勝進出
第3試合 ヘビー級トーナメント 準決勝 1R10分/2R5分
×  ワジム・ネムコフ vs.  イリー・プロハースカ ○
1R終了時 TKO（棄権）
※プロハースカがトーナメント決勝進出
第4試合 MMAルール 81.0kg契約ワンマッチ 1R10分/2･3R5分
×  長谷川賢 vs.  ブレナン・ワード ○
2R 1:54 リアネイキッドチョーク
第5試合 MMAルール 61.3kg契約ワンマッチ 1R10分/2･3R5分
○  キム・スーチョル vs.  マイケ・リニャーレス ×
3R終了 判定3-0
第6試合 K-1ルール 57.0kg契約ワンマッチ 3分3R
○  武尊 vs.  ヤン・ミン ×
2R 3:00 KO（右ストレート）
第7試合 女子MMAルール 無差別級ワンマッチ 5分3R
○  ギャビ・ガルシア vs.  レイディー・タパ ×
1R 2:36 TKO（バックブロー→パウンド）
第8試合 SBルール 無差別級ワンマッチ 3分3R
×  曙 vs.  ボブ・サップ ○
2R 0:47 負傷判定0-3（20-18、20-18、20-18）
第9試合 MMAルール 無差別級ワンマッチ 3分3R
×  ピーター・アーツ vs.  バルト ○
3R終了 判定0-3
第10試合 MMAルール 72.0kg契約ワンマッチ 1R10分/2･3R5分
○  アンディ・サワー vs.  長島☆自演乙☆雄一郎 ×
1R 5:29 KO（スタンドパンチ連打）
第11試合 MMAルール 66.0kg契約ワンマッチ 1R10分/2･3R5分
○  クロン・グレイシー vs.  山本アーセン ×
1R 4:57 三角絞め
第12試合 MMAルール 無差別級ワンマッチ 1R10分/2･3R5分
○  エメリヤーエンコ・ヒョードル vs.  シング・心・ジャディブ ×
1R 3:03 TKO（マウントパンチ）
第13試合 ヘビー級トーナメント 決勝 1R10分/2R5分
○  キング・モー vs.  イリー・プロハースカ ×
1R 5:09 KO（右フック）
※モーがトーナメント優勝

## ヘビー級トーナメント 組み合わせ表
|  | 1回戦 RIZIN FIGHTING WORLD GRAND-PRIX 2015 SARABAの宴 | 1回戦 RIZIN FIGHTING WORLD GRAND-PRIX 2015 SARABAの宴 |                  |          | 準決勝 RIZIN FIGHTING WORLD GRAND-PRIX 2015 IZAの舞 | 準決勝 RIZIN FIGHTING WORLD GRAND-PRIX 2015 IZAの舞 |  |  | 決勝 RIZIN FIGHTING WORLD GRAND-PRIX 2015 IZAの舞 | 決勝 RIZIN FIGHTING WORLD GRAND-PRIX 2015 IZAの舞 |
|  |                                                       |                                                       |                  |          |                                                     |                                                     |  |  |                                                   |                                                   |
|  |                                                       |                                                       |                  |          |                                                     |                                                     |  |  |                                                   |                                                   |
|  |                                                       |                                                       |                  |          |                                                     |                                                     |  |  |                                                   |                                                   |
|  | キング・モー                                          | 1R 9:10                                               |                  |          |                                                     |                                                     |  |  |                                                   |                                                   |
|  | キング・モー                                          | 1R 9:10                                               |                  |          |                                                     |                                                     |  |  |                                                   |                                                   |
|  | ブレット・マクダーミット                              | TKO                                                   |                  |          |                                                     |                                                     |  |  |                                                   |                                                   |
|  | ブレット・マクダーミット                              | TKO                                                   | キング・モー     | 2R終了   |                                                     |                                                     |  |  |                                                   |                                                   |
|  |                                                       |                                                       | キング・モー     | 2R終了   |                                                     |                                                     |  |  |                                                   |                                                   |
|  |                                                       | テオドラス・オークストリス                            | 判定5-0          |          |                                                     |                                                     |  |  |                                                   |                                                   |
|  | テオドラス・オークストリス                            | テオドラス・オークストリス                            | 判定5-0          | 1R 3:32  |                                                     |                                                     |  |  |                                                   |                                                   |
|  | テオドラス・オークストリス                            |                                                       |                  | 1R 3:32  |                                                     |                                                     |  |  |                                                   |                                                   |
|  | ブルーノ・カッペローザ                                | TKO                                                   |                  |          |                                                     |                                                     |  |  |                                                   |                                                   |
|  | ブルーノ・カッペローザ                                | TKO                                                   | キング・モー     | 1R 5:09  |                                                     |                                                     |  |  |                                                   |                                                   |
|  |                                                       |                                                       | キング・モー     | 1R 5:09  |                                                     |                                                     |  |  |                                                   |                                                   |
|  |                                                       | イリー・プロハースカ                                  | KO               |          |                                                     |                                                     |  |  |                                                   |                                                   |
|  | ゴラン・レリッジ                                      | イリー・プロハースカ                                  | KO               | 1R 2:58  |                                                     |                                                     |  |  |                                                   |                                                   |
|  | ゴラン・レリッジ                                      |                                                       |                  | 1R 2:58  |                                                     |                                                     |  |  |                                                   |                                                   |
|  | ワジム・ネムコフ                                      | TKO                                                   |                  |          |                                                     |                                                     |  |  |                                                   |                                                   |
|  | ワジム・ネムコフ                                      | TKO                                                   | ワジム・ネムコフ | 1R終了時 |                                                     |                                                     |  |  |                                                   |                                                   |
|  |                                                       |                                                       | ワジム・ネムコフ | 1R終了時 |                                                     |                                                     |  |  |                                                   |                                                   |
|  |                                                       | イリー・プロハースカ                                  | TKO              |          |                                                     |                                                     |  |  |                                                   |                                                   |
|  | 石井慧                                                | イリー・プロハースカ                                  | TKO              | 1R 1:36  |                                                     |                                                     |  |  |                                                   |                                                   |
|  | 石井慧                                                |                                                       |                  | 1R 1:36  |                                                     |                                                     |  |  |                                                   |                                                   |
|  | イリー・プロハースカ                                  | KO                                                    |                  |          |                                                     |                                                     |  |  |                                                   |                                                   |
|  | イリー・プロハースカ                                  | KO                                                    |                  |          |                                                     |                                                     |  |  |                                                   |                                                   |